# Аксёнов, Валентин Иванович
Валентин Иванович Аксёнов (род. 16 октября 1934, Свердловск) — советский и российский учёный в области очистки сточных вод от отходов металлургических производств, лауреат Государственной премии СССР 1981 года.
В 1957 году окончил химический факультет Уральского государственного университета по специальности «физическая химия». Получил направление на Верх-Исетский металлургический завод (ВИЗ):
- 1957—1963 — инженер-исследователь ЦЗЛ (центральной заводской лаборатории)
- 1963—1965 — руководитель группы ЦЗЛ
- 1965—1974 — начальник химико-технологической лаборатории.

В середине 1960-х гг. возглавляемый им коллектив разработал фильтры, защищающие Городской пруд от сброса травильных отходов.
В 1968 году защитил кандидатскую диссертацию:
- Очистка кислых железосодержащих промывных вод травильных отделений по замкнутому циклу с применением флокулянтов : диссертация … кандидата технических наук : 05.00.00. — Свердловск, 1968. — 141 с. : ил.

Во время строительства на ВИЗе крупнейшего в СССР цеха холодного проката (1966—1973) убедил руководство в изменении технологических процессов, что позволило внедрить систему безотходного производства.
С 1974 г. преподавал в УПИ (с 1992 г. Уральский государственный технический университет, с 2010 г. Уральский федеральный университет): доцент, с 2005 г. профессор кафедры водного хозяйства и технологии воды. В 1984—1988 гг. возглавлял Уральский НИИ комплексного использования и охраны водных ресурсов (УралНИИВХ) (в этот период в УПИ работал по совместительству).
Преподаваемые дисциплины:
- Анализ применения методов очистки промышленных сточных вод
- Подготовка воды для различных отраслей промышленности
- Водоснабжение промышленных предприятий
- Водоотводящие системы промышленных предприятий
- Переработка отходов систем водоснабжения и водоотведения
- Реконструкция систем водоснабжения и водоотведения
- Замкнутые системы водного хозяйства промышленных предприятий
- Санитария и гигиена.

По состоянию на 2024 год ещё числится в штате УрФУ.
Лауреат Государственной премии СССР 1981 года (в составе авторского коллектива) — за разработку и внедрение безотходной системы водного хозяйства цеха холодной прокатки ВИМЗ с целью охраны окружающей природной среды.
Сочинения:
- Замкнутые системы водного хозяйства металлургических предприятий / В. И. Аксенов. — [2-е изд., перераб. и доп.]. — Москва : Металлургия, 1991. — 127 с. : ил.; 22 см; ISBN 5-229-00679-X
- Очистка производственных сточных вод и их использование : [Учеб. пособие] / В. И. Аксенов, А. Г. Южанинов; Урал. политехн. ин-т им. С. М. Кирова. — Свердловск : УПИ, 1986. — 94 с. : ил.; 20 см.
- Замкнутые системы водопользования на трубных предприятиях / В. И. Аксенов, Ю. П. Беличенко, Ю. А. Галкин; Под ред. В. И. Аксенова. — Москва : Металлургия, 1987. — 110, [3] с. : ил.; 21 см.
- Обезвоживание осадков сточных вод металлообрабатывающей промышленности [Текст] / С. В. Яковлев, В. И. Аксенов, Л. С. Волков. — Москва : Стройиздат, 1984. — 97, [1] с. : ил.; 22 см.
- Проблемы водного хозяйства металлургических, машиностроительных и металлообрабатывающих предприятий = Water management problems of metallurgical machine-building and metal-working enterprises : [Монография] / В. И. Аксенов, В. Ф. Балакирев, А. А. Филиппенков; Рос. акад. наук. Урал. отд-ние, Ин-т металлургии. — Екатеринбург, 2002 (Тип. УрО РАН). — 264, [2] с., [4] л. ил., цв. ил. : ил., цв. ил., табл.; 27 см; ISBN 5-7691-1240-9
- Химия воды : аналитическое обеспечение лабораторного практикума : учебное пособие / В. И. Аксенов, Л. И. Ушакова, И. И. Ничкова ; Министерство образования и науки Российской Федерации, Уральский федеральный университет им. Первого Президента России Б. Н. Ельцина. — Екатеринбург : Изд-во Уральского ун-та, 2014. — 137 с. : ил., табл.; ISBN 978-5-7996-1236-8
- Травильно-регенерационные комплексы / В. И. Аксенов [и др.]; под ред В. И. Аксенова. — Москва : Теплотехник, 2006. — 237 с. : ил., табл.; 21 см; ISBN 5-98457-040-8
- Водное хозяйство промышленных предприятий : в 2-х кн. / В. И. Аксенов [и др.]; под ред. В. И. Аксенова. — Москва : Теплотехник, 2005-____ (ППП Тип. Наука). — 24 см; ISBN 5-98457-026-2
- Промышленное водоснабжение : учебное пособие / [Аксенов В. И. и др.] ; М-во образования и науки Российской Федерации, Уральский федеральный ун-т им. первого Президента России Б. Н. Ельцина; науч. ред. В. И. Аксенов. — Екатеринбург : УрФУ, 2010. — 220 с. : ил., табл.; 21 см; ISBN 978-5-321-01818-7